# 空氣喇叭

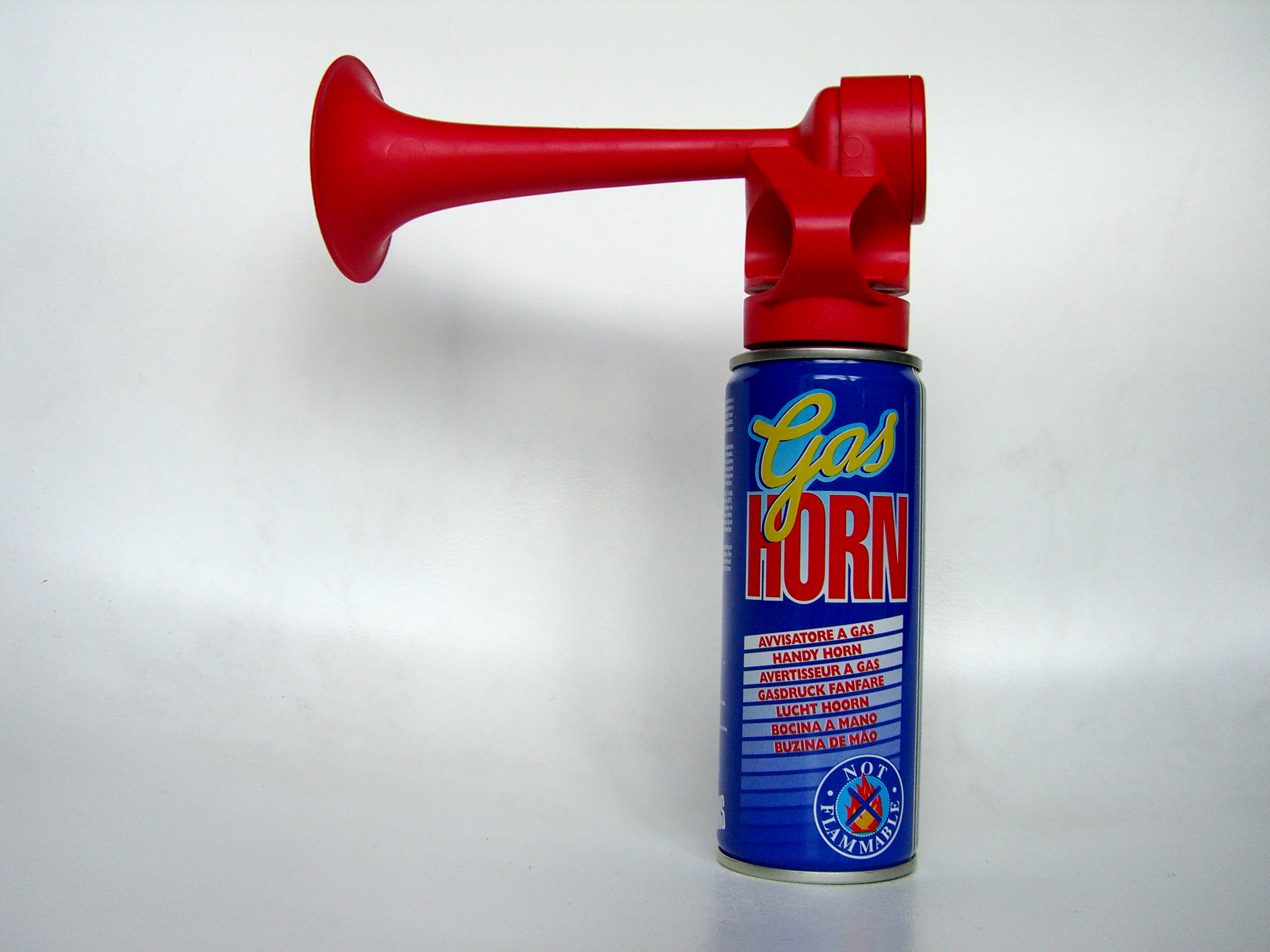
空氣喇叭

空氣喇叭，又稱氣喇叭、氣笛、空氣揚聲器或風按，形狀類似小喇叭，由壓縮氣體來發出聲響，依產生動力的來源可區分成手按、高壓瓶或壓縮機或等型式。
手按式空氣喇叭常用來作為田徑比賽開始的信號，與使用火藥的傳統起步槍相較，安全性較高。由於用力大小會影響聲量，所以並未全面普及。手按式空氣喇叭由於音量大而且攜帶方便，也常被用來作為運動競賽或集會遊行的造勢器材。在1980年代以前的台灣，遊走於大街小巷的冰淇淋流動攤販普遍使用它來作為招呼顧客的工具。
使用高壓瓶或壓縮機的空氣喇叭音量更大，一般作為鐵路機車、貨車的安全警示裝置；近年來亦有暴走族使用於機車上。

## 另見
- 起步槍